# ابراهیم بن حمدان تغلبی
ابراهیم بن حمدان تغلبی (؟-۹۲۰م) از امیران روزگار مقتدر عباسی بود. او را بر دیار ربیعه ولایت داد اما چندان دوام نیاورد و درگذشت. او را دلاور و خوش‌سیرت وصف کرده‌اند. 